# Maman, Maman
Chansons représentant Monaco au Concours Eurovision de la chanson
À chacun sa chanson
(1968) Marlène
(1970)
Singles de Jean-Jacques
Tout seul au monde
(1969)
Maman, connue sous le titre Maman, Maman à l'Eurovision, est une chanson écrite et composée par Jo Perrier et interprétée par le chanteur  français Jean-Jacques, sortie en 45 tours en 1969. 
C'est la chanson représentant Monaco au Concours Eurovision de la chanson 1969.
Jean-Jacques a également enregistré la chanson en allemand (Mama), en espagnol (Mamá) et en italien (Mamma).

## À l'Eurovision

### Sélection
Après avoir été choisie en interne par le radiodiffuseur monégasque Télé Monte-Carlo, Maman interprétée par Jean-Jacques Bortolaï, alors âgé de 12 ans, est la chanson sélectionnée pour représenter Monaco au Concours Eurovision de la chanson 1969 le 29 mars à Madrid, en Espagne. 
Le titre de la chanson affiché à l'Eurovision est Maman, Maman.

### À Madrid
La chanson est intégralement interprétée en français, langue officielle de Monaco, comme l'impose la règle entre 1966 et 1972. L'orchestre est dirigé par Hervé Roy.
Maman, Maman est la quatrième chanson interprétée lors de la soirée du concours, suivant l'une des quatre chansons lauréates de 1969 Vivo cantando de Salomé pour l'Espagne et précédant The Wages of Love de Muriel Day pour l'Irlande.
À l'issue du vote, elle obtient 11 points et se classe 6e sur 16 chansons,.

## Liste des titres
| A1. | Maman                   | Jo Perrier   | Jo Perrier      | 2:20 |
| A2. | Paris m'a dit je t'aime | Janry Varnel | Thierry Fervant | 2:15 |
| B1. | Les Beaux Dimanches     | Janry Varnel | Thierry Fervant | 2:55 |
| B2. | Il est vrai             | Bob Ronald   | Bob Ronald      | 2:55 |

## Classements

### Classements hebdomadaires
| Classement (1969)                       | Meilleure position |
| --------------------------------------- | ------------------ |
| Belgique (Wallonie Ultratop 50 Singles) | 17                 |
| France (IFOP)                           | 49                 |

## Historique de sortie
| Pays      | Date | Format              | Label   |
| --------- | ---- | ------------------- | ------- |
| Allemagne | 1969 | 45 tours            | Decca   |
| France    | 1969 | super 45 tours (EP) | Disc AZ |
| Grèce     | 1969 | 45 tours            | Disc AZ |
| Portugal  | 1969 | super 45 tours (EP) | Disc AZ |
| Suède     | 1969 | 45 tours            | Disc AZ |